# VfK Tilsit 1911/21
VfK Tilsit 1911/21 was een Duitse voetbalclub uit het Oost-Pruisische Tilsit, dat tegenwoordig het Russische Sovjetsk is.

## Geschiedenis
De club werd in 1911 opgericht als voetbalafdeling van turnclub MTV Tilsit. In 1921 werd de voetbalafdeling zelfstandig, omdat in heel Duitsland de voetbalafdelingen van turnclubs zelfstandig moesten worden, waarop de club de naam VfB Tilsit 1911/21 aannam. Vanaf 1923 speelde de club in de Bezirksliga Tilsit en werd dat eerste seizoen vicekampioen achter SC Lituania Tilsit. Ook het volgende jaar werd de club tweede. In 1925/26 werd de club derde achter SpVgg Memel en Lituania. Na dit seizoen werd de Bezirksliga afgevoerd en vervangen door de Ostpreußenliga. Enkel de eerste twee clubs maakten kans hierop waardoor VfK veroordeeld werd tot de tweede klasse.
In 1929 fuseerde de club met SC Lituania Tilsit en werd zo Tilsiter SC.